# Eunos

馬自達Eunos商標

Eunos（日语： Yūnosu）在香港翻譯成俊朗，為1980年代後半日本泡沫經濟最盛期時馬自達汽車公司為了多品牌策略發展，而在日本市場設立的三個子品牌之一；其餘兩個子品牌是Autozam和Ẽfini；同時這三個副品牌也是其旗下三個銷售通路體系。隨著日本泡沫經濟的崩解，這種多品牌策略失利，使得該公司陷入經營危機，故在1996年宣告終止。

## 概要
Eunos的「eu」源自拉丁文喜悅之意，「nos」則是英文numbers的縮寫，因此合起來有「喜悅的收藏品、集合體」之意。Eunos與其他兩個子品牌比起來，都是比較豪華高檔的車款，故商標圖案自日本正式禮服「十二單」發想而來。此商標在1992年元月Eunos 500上市時跟著公開發表，隨後有許多車款冠以此名外銷至其他國家。

### 高級品牌Amati計劃

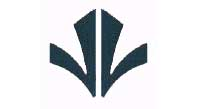
馬自達Amati商標

就像凌志之於豐田、雅格之於本田、無限之於日產，在1992年稍早馬自達也曾計畫推出高級豪華車的品牌Amati，以便在北美洲市場與前述三個品牌一決高下。當時規畫的車款包括Eunos 800（歐洲稱為馬自達Xedos 9、美國稱作馬自達Millenia）、某款基於馬自達Cosmo發展的豪華跑車、以及Amati 1000（以馬自達929為藍本，採前置後驅，配備4.0L W12的引擎動力）等。最早披露這些消息的是美國《汽車趨勢雜誌》（Motor Trend Magazine）的1992年二月號第118頁，文章由馬萊恩·凱樂（Maryann N. Keller）撰寫。此雜誌不但展示出如左列的綠色Amati商標，且提到馬自達將投入七千五百萬美元的預算交由位於洛杉磯的Lord, Dentsu & Partners廣告公司進行廣告活動。然而，該雜誌的1993年十一月號第18頁卻提到由於馬自達營運成績衰退和資金不足，整個計劃突然軋然中止，因此任何擬訂的車款都沒有上市發表。

## 車種一覽
以Eunos為名的車種共計如下：
- 1989年 - Eunos 100（兄弟車為Familia Astina/第七代323）
- 1989年 - Eunos 300（兄弟車為馬自達Persona）
- 1989年 - Eunos Roadster（兄弟車為馬自達MX-5 Miata）
- 1990年 - Eunos Cargo Wagon（兄弟車為馬自達Bongo）
- 1990年 - Eunos Cosmo（也就是馬自達Cosmo）
- 1991年 - Eunos Presso（兄弟車為馬自達MX-3）
- 1992年 - Eunos 500（兄弟車為馬自達Xedos 6）
- 1993年 - Eunos 800（也就是馬自達Xedos 9/馬自達Millenia）

## 外部連結
- 馬自達全球官方網站（页面存档备份，存于）
- 馬自達日本官方網站（页面存档备份，存于）